# John Toland (pisatelj)
John Willard Toland, ameriški pisatelj in zgodovinar, * 29. junij 1912 La Crosse, Wisconsin, † 4. januar 2004, Danbury, Connecticut.
Toland je verjetno najbolj znan po življenjepisu Adolfa Hitlerja, čeprav knjiga ne velja za njegovo najbolj pomembno delo.
Za njegovo najbolj pomembno delo velja knjiga Vzhajajoče sonce, za katero je leta 1971 dobil Pulitzerjevo nagrado. Knjiga temlji na intervjujih z visokimi japonskimičastniki, ki so preživeli drugo svetovno vojno. 
Toland je svoje knjige pisal v pripovednem slogu, brez pretiranega analiziranja in presojanja, kar je posledica njegove mladostne želje, da bi postal dramatik.
John Toland je umrl leta 2004 za pljučnico. 